# Corinne Hermès
Corinne Hermès (nascida Corinne Miller; Lagny-sur-Marne, 16 de novembro de 1961) é uma cantora francesa.
Corinne descobriu cedo a paixão para cantar, o poder da sua voz e a sensibilidade que possuía logo nas suas primeiras interpretações.
Em 1974, ainda criança, entrou num concurso de canto e tomou a decisão de no futuro se tornar uma cantora profissional.
Em 1979, cantou o seu primeiro tema La ville où je vis, , escrito por Étienne Roda-Gil e Jean-Pierre Millers que lhe propôs o seu patrónimo como nome de artista. Desta forma, nasceu a cantora Corinne Millers.
Em 1983, venceu o Festival Eurovisão da Canção (1983) com o título Si la vie est cadeau, representando a R.T.L,  (televisão do Luxemburgo tomando o nome Hermès.

## Discografia

### Álbuns
- 36 Front populaire (comédia musical) - 1980
- Ses plus grands succès - 1997
- Vraie - 2006
- Si la vie est cadeau - 25 ans -
- Best of 2012 (compilação, com  um inédito Bachianas brasileiras N°5 de Hertor Villa-Lobos) - 2012

### Singles
- Le blouson gris - 1979 (sous le nom de Corinne Miller)
- La ville où je vis - 1979
- Si la vie est cadeau - 1983 (# 3 France, # 13 Suède, #14 Suisse, #67 Allemagne)
- Vivre à deux - 1983
- Michael - 1984
- Ma liberté - 1986
- Dessine-moi - 1989 (#15 France, # 2 Belgique francophone)
- S.O.S. - 1990
- Suffit d'y croire - 1991
- L'amour est artiste - 1993
- On vit comme on aime - 2006
- S'il n'y avait pas les mots - 2006